# سليم بن قيس
سليم بن قيس الهلالي العامري الكوفي (2 ق.هـ - 620م/ 76 هـ - 695 م) من المصنفين العرب في الإسلام. ورد المدينة في سن الصبا أيام الخليفة الثاني عمر بن الخطاب، وأدرك علي بن أبي طالب واشترك في حرب الجمل وصفين والنهروان. عاش في الكوفة إلى أن دخل الحجاج الثقفي العراق، وسأل عنه، فهرب إلى النوبندجان (من بلاد فارس) ولجأ إلى دار أبان بن أبي عياش، فآواه أبان، فمات عنده.
له كتاب طبع باسم (كتاب كتاب سليم بن قيس) وهو من الكتب عند طائفة الشيعة وتعول عليها، قال ابن النديم الذي يعمل ناسخ للكتب وخطاطاً،: « أول كتاب ظهر للشيعة كتاب سليم بن قيس الهلالي.وهو كتاب سليم بن قيس المشهور»، قيل في كتب الشيعة عن جعفر الصادق أنه قال: « من لم يكن عنده من شيعتنا ومحبينا كتاب سليم بن قيس الهلالي، فليس عنده من أمرنا شئ، ولا يعلم من أسبابنا شيئا، وهو أبجد الشيعة». تشير الدراسات المقارِنة للمصادر أن هذا الاسم و هذه الشخصية لم تُذكر في أي من المصادر التاريخية المعتمدة لدى الطوائف المختلفة.

## من أقوال علماء الشيعة فيه
- قال محمد باقر الخوانساري: «قد كان من قدماء علماء أهل البيت وكبراء أصحابهم. ومحبوباً لدى حضراتهم في الغاية، وحسب الدلالة على رفعة مكانته عندهم وغاية جلالته. أنّه لم ينقل إلى الآن رواية في مذمّته، كما روي في مدحه وجلالته».
- قال عبد الله المامقاني: «هو من الأولياء المتنسّكين والعلماء المشهورين بين العامّة والخاصّة، وظاهر أهل الرجال أنّه ثقة معتمد عليه».
- قال حسن الصدر: «أوّل من كتب الحوادث الكائنة بعد وفاة رسول الله، ثقة صدوق، متكلّم فقيه، كثير السماع».
- قال محسن الأمين: «إنّ المترجم. يكفي فيه عدّ البرقي إيّاه من أولياء أمير المؤمنين كما سيأتي، وكونه صاحب كتاب مشهور، وأنّه السبب في هداية أبان بن أبي عيّاش، وقول أبان: أنّه كان شيخاً متعبّداً له نور يعلوه، إلى غير ذلك».
- قال الخوئي: «ثقة، جليل القدر، عظيم الشأن، ويكفي في ذلك شهادة البرقي بأنّه من الأولياء من أصحاب أمير المؤمنين».
- قال محمد بن إبراهيم النعماني (ت 380 هـ): «وليس بين جميع الشيعة ممّن حمل العلم ورواه عن الأئمّة خلاف في أنّ كتاب سُليم بن قيس الهلالي أصل من أكبر كتب الأُصول التي رواها أهل العلم، ومن حملة حديث أهل البيت وأقدمها. وهو من الأُصول التي ترجع الشيعة إليها ويعوّل عليها».
- قال عباس القمي (ت 1359 هـ): «وهو أوّل كتاب ظهر للشيعة، معروف بين المحدّثين، اعتمد عليه الشيخ الكليني والصدوق وغيرهما من القدماء».

وينكر بعض علماء الشيعة وجوده:
- يقول عبد الله المامقاني في كتابه تنقيح المقال: (يقول أصحابنا الشيعة وعلماءُ الشيعة أنَّ سليماً لم يُعرف، ويُشَك في أصلِ وجودِه ولم يذكروه بالخير.والكتابُ المنسوبُ إليه مَوضوعٌ قطعاً، وفيه أدلة كافية للدلالة على وَضعِه)[10]

## ممّن روى عنهم
علي ابن ابی طالب، الحسن، الحسين، زين العابدين، أبو ذر الغِفاري، البراء بن عازب، سلمان الفارسي، عبد الله بن جعفر الطيّار، معاذ بن جبل، المقداد بن الأسود الكندي.

## من الراوين عنه
أبان بن تغلب، أبان بن أبي عيّاش.

## وفاته
كان في الكوفة عندما قدم الحجّاج والياً عليها عام 75ه‍ فطلبه ليقتله، فهرب منه إلى البصرة ثمّ إلى بلاد فارس، ووصل إلى مدينة (نوبندجان)، وآوى في تلك البلدة إلى أبان بن أبي عيّاش، ولم يلبث كثيراً حتّى مرض، ثم تُوفّي عام 76ه‍